# Morānha
Morānha är en ort i Indien.   Den ligger i distriktet Dibrugarh och delstaten Assam, i den östra delen av landet, 1 700 km öster om huvudstaden New Delhi. Morānha ligger 104 meter över havet och antalet invånare är 7 136.
Terrängen runt Morānha är mycket platt. Runt Morānha är det tätbefolkat, med 530 invånare per kvadratkilometer. Det finns inga andra samhällen i närheten. Trakten runt Morānha består till största delen av jordbruksmark.